# Institut d'archéologie de l'University College de Londres
L'Institut d'archéologie de l'UCL est un département académique de la faculté des sciences sociales et historiques de l'University College de Londres (UCL) qu'il a rejoint en 1986 après avoir été auparavant une faculté de l'université de Londres. Il est installé sur Gordon Square dans le quartier Bloomsbury de Londres.

## Histoire
L'Institut d'archéologie trouve son origine dans le projet d'un centre de formation archéologique au Royaume-Uni conçu par Mortimer Wheeler dans les années 1920. Grâce aux efforts de ce dernier et de son épouse Tessa Wheeler, l'institut ouvre le 29 avril 1937 avec cinq membres du personnel et trois étudiants, Mortimer Wheeler devenant le premier directeur,. Jusqu'en 1958, l'institut était basé à St John's Lodge, Regent's Park, à Londres, puis dans des locaux spécialement construits sur Gordon Square conçus par Booth, Ledeboer et Pinckheard L'Institut propose un diplôme puis un bachelor of arts en 1968, et un BSc,,,,.

## Recherche et enseignement
La recherche à l'Institut couvre le travail sur le terrain, l'analyse et la conservation en laboratoire, les études d'artefacts et les travaux théoriques, synthétiques et analytiques. Différents projets sont menés : The Stones of Stonehenge, Rapa Nui Landscapes of Construction, Cultural Evolution of Neolithic Europe ou encore Imperial Logistics: The Making of the Terracotta Army.

## Installations, collections et bibliothèque

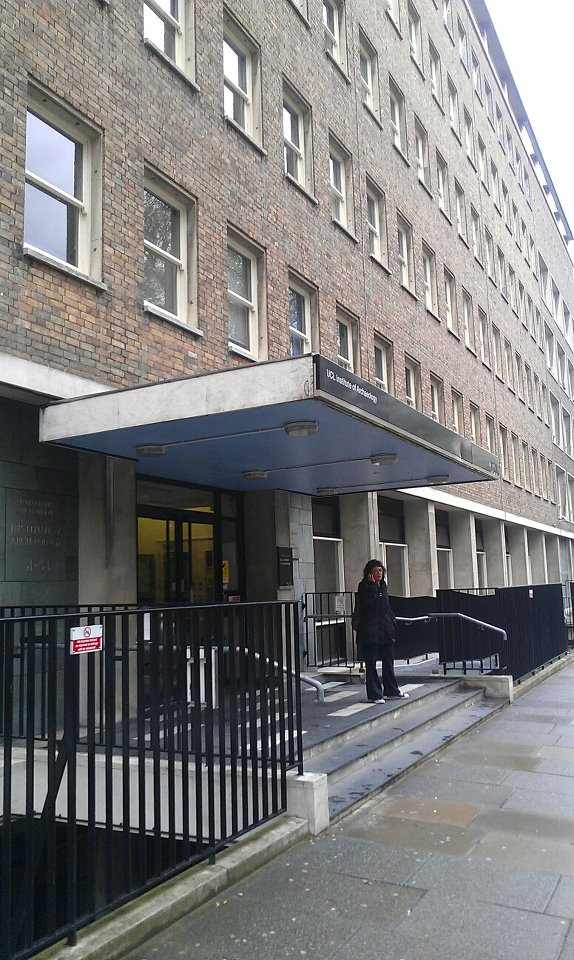
Entrée

Les installations de l'institut comprennent les Wolfson Archaeological Science Laboratories et d'autres laboratoires pour l'enseignement et la recherche sur la conservation, les SIG, la photographie, l'analyse lithique et pour les activités d'enseignement et de recherche sur l'environnement
Les collections de l'Institut d'archéologie contiennent environ 80 000 objets qui sont utilisés dans l'enseignement, la recherche et la sensibilisation. Les matériaux archéologiques comprennent des céramiques, des objets lithiques et d'autres objets de différentes périodes. Il existe également des collections de matériel archéobotanique et zooarchéologique qui servent de sources primaires pour l'identification des restes de plantes et d'animaux. D'autres collections de minéraux, scories et autres matériaux fournissent des ressources pédagogiques pour l'étude de la technologie ancienne.
La galerie A.G. Leventis Gallery of Cypriot and Eastern Mediterranean Archaeology  expose une partie des collections de l'Institut d'archéologie, avec des objets de l'ancienne Chypre, de la Grèce, de la Crète, de l'Égypte et du Levant.
La bibliothèque est fondée en 1937. Elle fait désormais partie des services de bibliothèque de l'UCL,.

## Publications
L'Institut publie des monographies de recherche et des volumes édités en association avec Left Coast Press, qui produit et distribue également maintenant des publications plus anciennes de l'Institut d'archéologie.
- Archaeology International'[21]
- Journal of Conservation and Museum Studies[22]
- Papers from the Institute of Archaeology (PIA)[23]
- Present Pasts[24]

Il  édite de 1954 à 1994 le Bulletin from the Institute of Archaeology  remplacé depuis par Archaeology International .
Public Archaeology est une revue parrainée par l'institut, lancée en 2000 en tant que revue internationale à comité de lecture axée sur les questions de patrimoine culturel, d'archéologie communautaire et de pratique archéologique en rapport avec des préoccupations civiles et gouvernementales plus larges.

## Personnalités liées à l'Institut d'archéologie

### Directeurs
- Mortimer Wheeler (1937-1946)
- Kathleen Kenyon (1939-1946); directrice intérimaire pendant la Seconde Guerre mondiale
- Vere Gordon Childe (1946-1957)
- W. F. Grimes (1957-1975)
- John Davies Evans (1975-1989)
- David R. Harris (en) (1989-1996)
- Peter Ucko (1996-2005)
- Stephen Shennan (2005-2014)
- Sue Hamilton (depuis 2014)

### Autres personnalités
- Tessa Wheeler, cofondatrice
- Joan du Plat Taylor, bibliothécaire (1945-1970)
- Frederick Zeuner, professeur (1946-1953)
- Max Mallowan, professeur (1947-1961)
- Margaret Guido, étudiante
- Stuart Piggott, étudiant

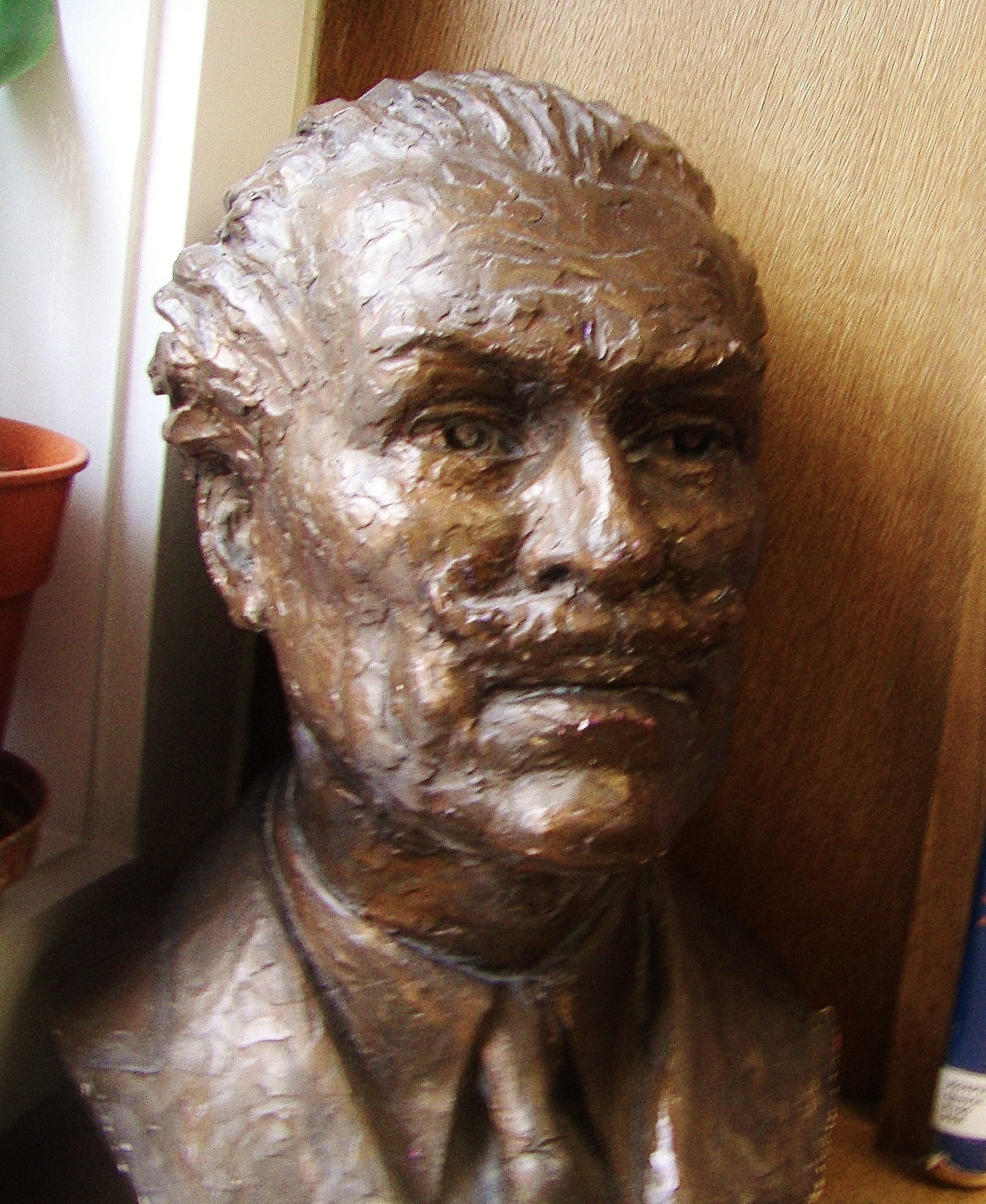
Mortimer Wheeler
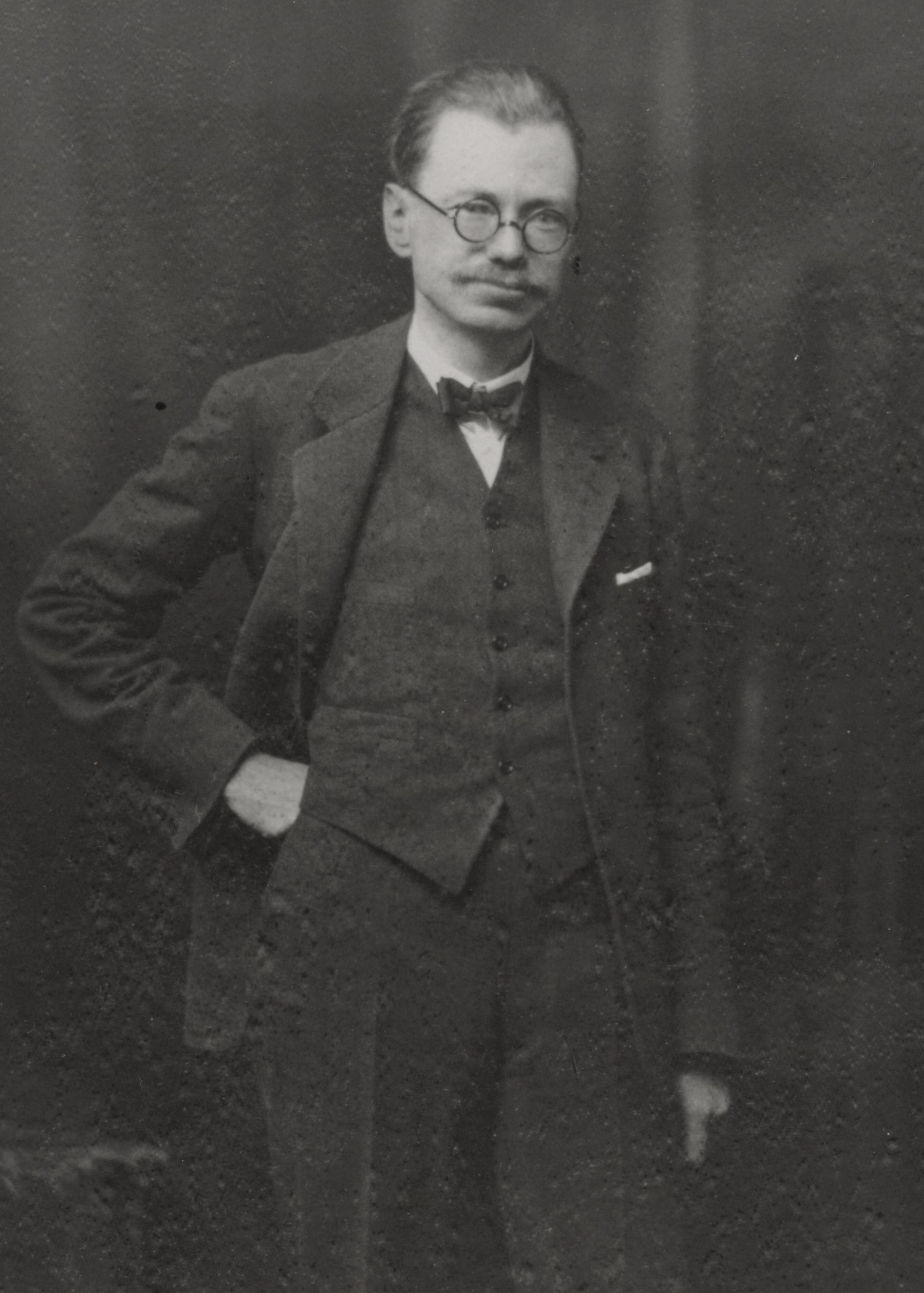
Gordon Childe
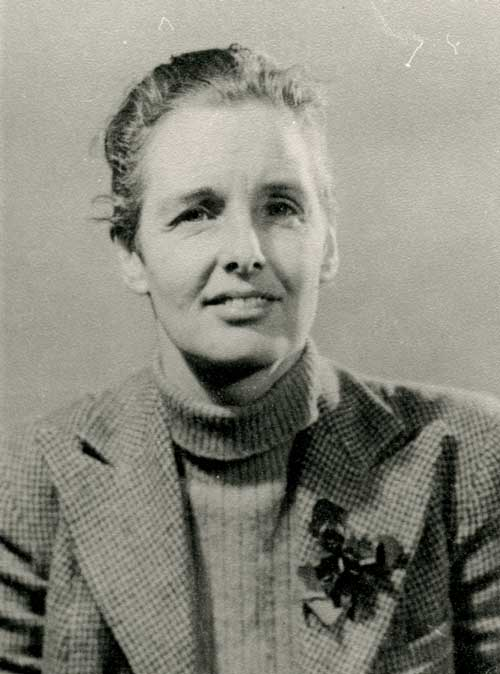
Joan du Plat Taylor
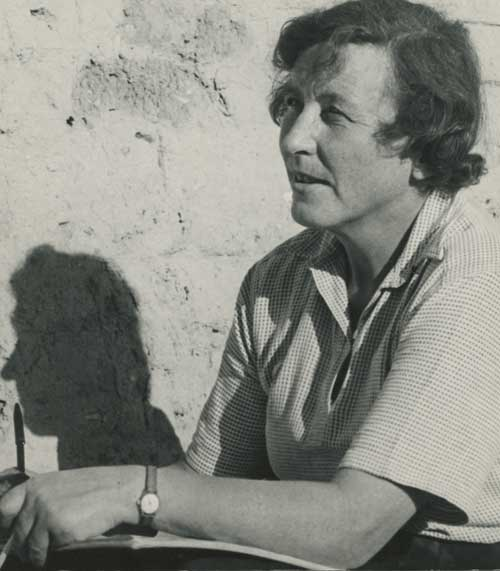
Kathleen Kenyon
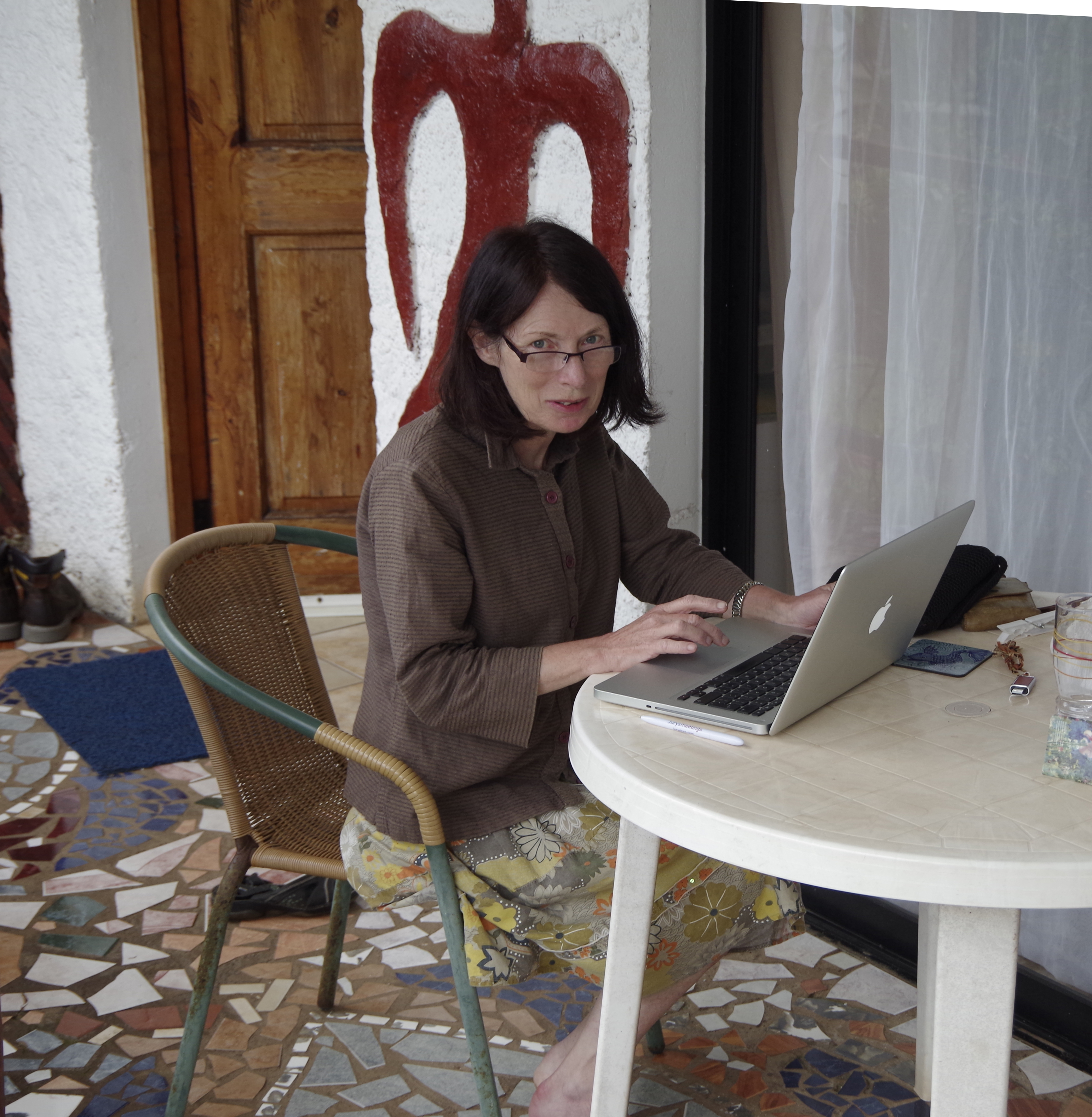
Sue Hamilton

## Galerie

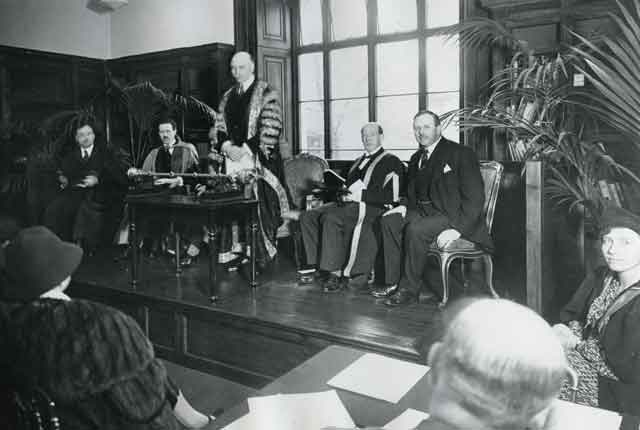
Cérémonie d'ouverture (1937)
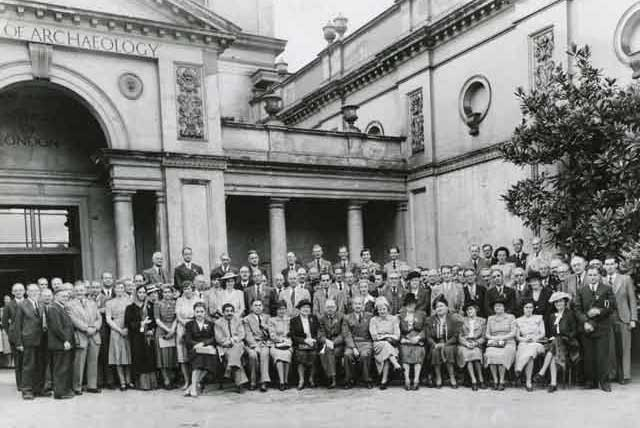
Personnel et étudiants de l'Institut dans les années 1950.
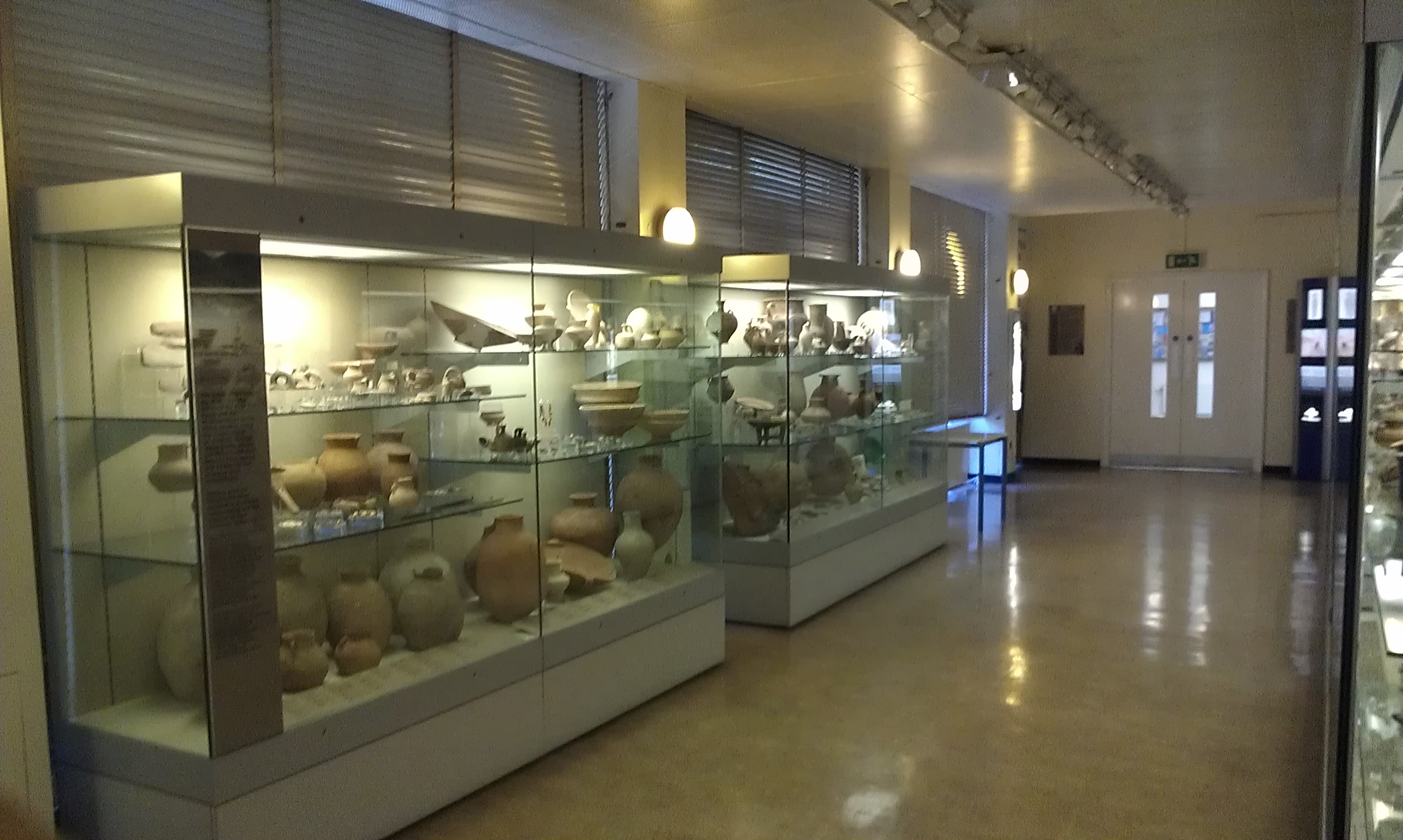
Galerie Leventis
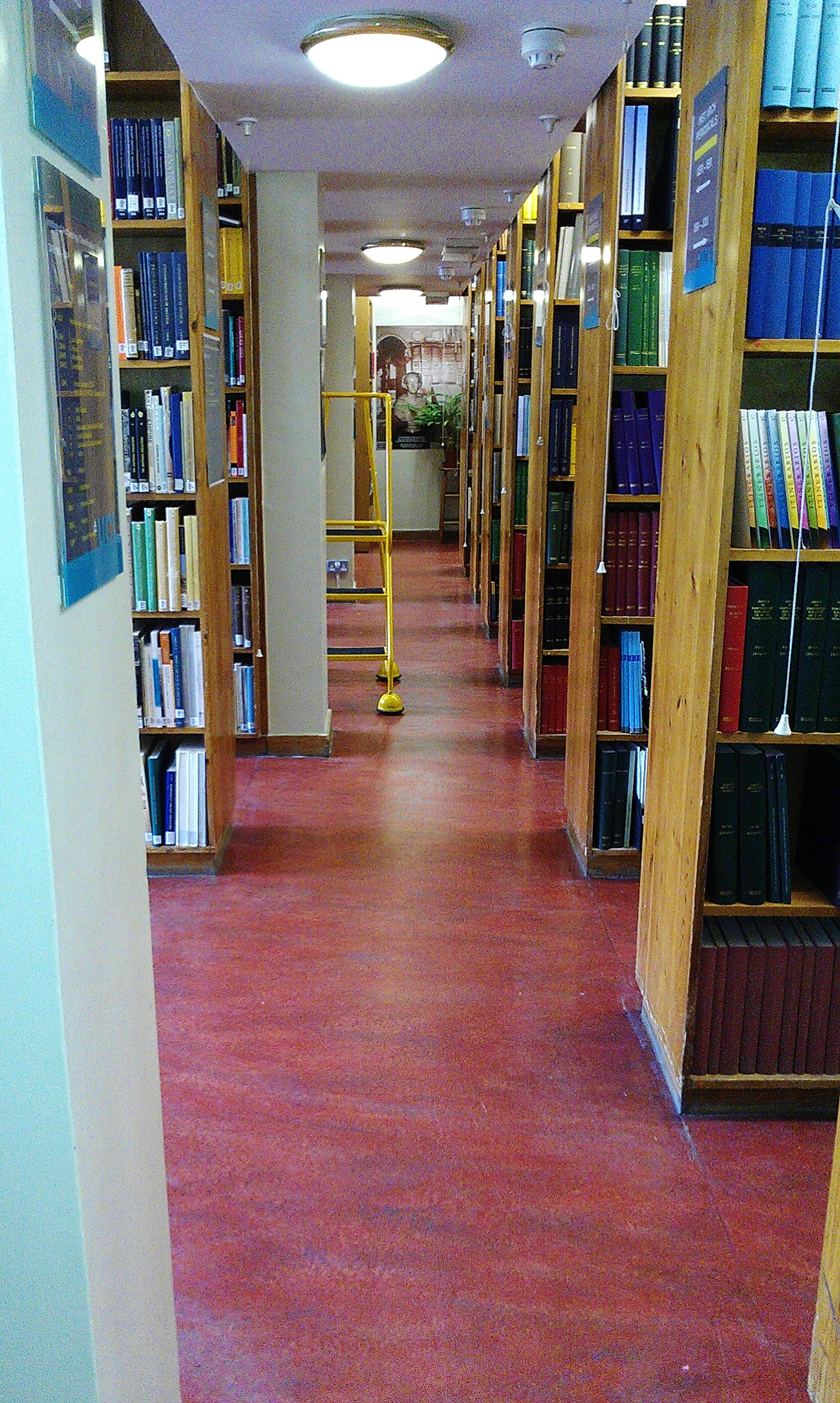
Bibliothèque
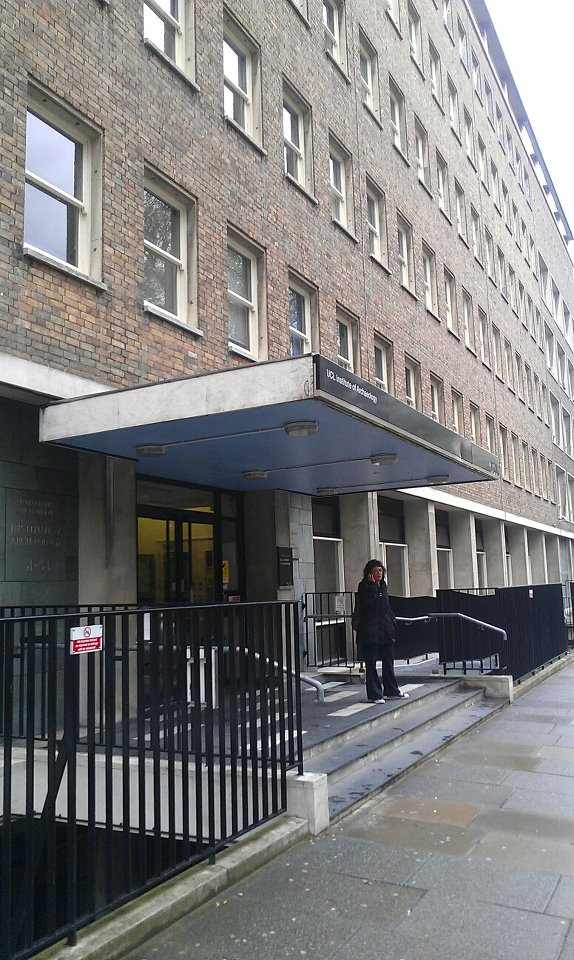
Entrée